# Brian Oldfield
Brian Oldfield, född 1 juni 1945 i Elgin i Illinois, död 26 mars 2017 på samma plats, var en amerikansk friidrottare som tävlade i kulstötning.
Oldfield stötte 22,86 meter vid en tävling i El Paco 1975 vilket var mer än en meter längre än det då gällande världsrekordet som Al Feuerbach hade som var på 21,82 meter. På grund av att han tävlade professionellt godkändes aldrig hans kast som världsrekord. Det dröjde ända fram till Alessandro Andrei 1987 stötte 22,91 meter innan någon slog hans inofficiella rekord.